# کلارا آلونسو
کلارا آلونسو (اسپانیایی: Clara Alonso‎؛ زادهٔ ۲ فوریهٔ ۱۹۹۰) بازیگر، صداپیشه، مجری تلویزیون و خواننده اهل آرژانتین است.
از فیلم‌ها یا مجموعه‌های تلویزیونی که وی در آن‌ها نقش داشته‌است، می‌توان به ویولتا اشاره نمود.